# ムラサメ (ガンダムシリーズ)
ムラサメ (MURASAME) は、ガンダムシリーズ」のうちのコズミック・イラ (C.E.) 年代を描いた「ガンダムSEEDシリーズ」に登場する架空の兵器。初出作品は、テレビアニメの第2作として2004年 - 2005年に放送された『機動戦士ガンダムSEED DESTINY』。
「ガンダムシリーズ」の主要兵器である人型ロボット「モビルスーツ (MS) 」の1機種で、作中国家のひとつであるオーブ連合首長国がM1アストレイに次ぐ主力機として開発した。オーブの領土・領空防衛を主体とした思想から、機動性に優れた航空機型モビルアーマー (MA) に変形する可変モビルスーツ（可変MS）として設計されている。劇中では、黄色と黒に塗装されたアンドリュー・バルトフェルド専用機のほか、一般カラーの機体も複数機による連携で活躍する場面がある。続編映画『機動戦士ガンダムSEED FREEDOM』では、各部を改良したムラサメ改が登場する。
本記事では、漫画などの外伝作品などにも登場する各派生機の解説も行う。

## 設定・デザイン
デザインを担当した大河原邦男は雑誌記事において、「当初の発注にはなかったデザインで、飛行形態を重視したデザインとしてオファーされた」と語っている。また、その変形ギミックの複雑さから意外と手間取ったという。一方、公式サイトのコラムにおいては、変形機構のプレゼンは既存のプラモデルを元に製作スタッフが行ったと説明されている。名称は小説『南総里見八犬伝』に登場する宝刀「村雨」に由来する。

## 設定解説
M1アストレイの後継主力機として開発されたオーブ軍の空戦用可変MS。
ウズミ政権の中立宣言以来、オーブは中立国としての立場を堅持し、その戦力は外征軍としてではなく、あくまで本土・沿岸水域防衛のためのものとして整備されていた。しかし、C.E.71年6月に地球連合との戦いに敗れて一時主権を失って以降、オーブ国防軍の軍事政策に変化が起きる。すなわち、攻め寄せる敵軍を眼前に迎えて本土籠城戦に徹するのではなく、外洋型攻撃戦力によって敵軍を本土接近前に叩く積極防衛に転換し、艦船やMSにも制圧力が求められるようになった。このドクトリンからすると、従来オーブが整備してきた沿海水域防衛用の艦隊編成と、航続距離と速度の不足した飛行MS M1アストレイ・シュライクでは、制圧力不足であった。こうして、外征能力を持つ大型航空母艦「タケミカズチ」とともに固定翼戦闘攻撃機の能力を併せ持つ本機が開発されることになった。MS形態に関してはM1アストレイの陸戦能力を受け継ぐ機体として設計された。また、航空機である飛行形態は空中での旋廻性能に優れた特性を持つ。
その飛行能力は機体が軽量であることやMA形態への変形機構を有することから、機動性、加速能力、航続距離などあらゆる点においてかなり高いレベルを獲得しており、可変機としては連合・ザフト双方の機体と比較してもトップクラスの性能を誇る。また、国土の防衛が目的であるが汎用性も考慮されており、宇宙空間での運用も可能である。武装はビームライフルやビームサーベルなどの基本装備のほか、MA形態時用のビーム砲や空対空ミサイルを備えている。さらに、主翼のハードポイントには連合のジェットストライカーと同規格の対艦ミサイルを装備可能としている。

### 武装
M2M5D 12.5mm自動近接防御火器
同時期の連合製MSにも採用されている近接防御機関砲。頭部に2門、左右の主翼基部に2門ずつの計6門を装備する。口径こそM1アストレイに搭載される「イーゲルシュテルン」の6分の1しかないが、弾芯や装薬の改良によって威力の低下は2分の1に抑えられている。
72式高エネルギービーム砲
背部スタビレーターに1門装備されるビーム砲。機体と同時開発された装備であり、MA形態時の主砲として使用される。出力はビームライフル「イカズチ」とほぼ同等である。MS形態時の使用はできないが、電源が切断され、銃でいう安全装置がかけられた状態になるため、暴発の心配はない。
66A式空対空ミサイル「ハヤテ」
C.E.66年にオーブが制式化した国産空対空ミサイル。ムラサメの場合、左右の腰部フロントアーマーに2門ずつ計4門内装された発射筒に装填されている。MA形態時で特に重宝され、在来航空機などの軽装甲航空目標に対しては絶大な威力を誇る。
『機動戦士ガンダムSEED DESTINY 連合vs.Z.A.F.T.II』ではMS形態でも使用でき、その際はやや山なりに4発発射される。
72式改ビームライフル「イカヅチ」
中距離射撃用のビームライフル。M1アストレイに装備されたものをベースに開発されたムラサメ専用装備であり、MS形態時の主武装として使用されるほか、MA形態時にも固定砲台（マウントラックの可動により、ある程度の射角は確保できる）として使用可能。
MS形態時はトリガーを引くことで作動させるが、MA形態時はマウントを介して発射信号を送り、作動させる。
70J式改 ビームサーベル
左腰部に1本装備されているビームサーベルで、M1アストレイに搭載されていた70式ビームサーベルの改良型。この改良によって整備性・信頼性が向上し、省電力化を図ったことと併せ、70式に比べて30%から40%の駆動時間延伸に成功した。
シールド
対ビームコーティング仕様の防御装備。MA時の機首を兼ねており、内部には着陸脚も収納されている。作戦行動中にこの装備を失った機体はMA形態に変形できず、以後はMS形態のみでの行動に制約される。M1アストレイに装備されたモデルの改良型。
空対地ミサイル「ドラッヘASM」
地球連合軍のMS用飛行オプション装備AQM/E-A4E1 ジェットストライカーに搭載されているものと同様の装備。左右の主翼下に2か所ずつ設けられたハードポイントへ合計4発を装備可能。メサイア攻防戦においても使われた。

### 劇中での活躍
初登場は第14話で、結婚式場からカガリを強奪したフリーダムを止めようと接近するが、直後に翼を切断されて墜落している。
第15話では、オーブ-プラントの外交関係の変化を知らずに領空に侵入してしまったアスラン・ザラのセイバーに警告を与えるため、馬場らが駆る2機が緊急発進している。
その後、ダーダネルスでの戦闘では地球軍の増援となったオーブ艦隊の空母タケミカズチ艦載機としてミネルバと交戦する。この戦闘ではアークエンジェルからアンドリュー・バルトフェルド専用機も出撃し、カガリのストライクルージュやアークエンジェルを守って奮戦している。さらに、クレタ沖の戦闘では猛爆撃によってルナマリアのガナーザクウォーリアを大破させた後でカガリに説得されるも、死に場所を定めた馬場らのムラサメ隊は特攻を敢行し、彼はミネルバに甚大な被害を与えたほか、別の者はカガリをインパルスの攻撃から庇い、散っていった。
オーブ派遣艦隊の壊滅後、残存機の一部はアークエンジェルに合流し、同艦の戦力に加わる。ベルリンでの戦闘ではデストロイと交戦するフリーダムを援護するべく、イケヤ、ゴウ、ニシザワの駆る3機がカガリのストライクルージュとともに出撃し、巧みな連携攻撃でカオスを撃墜するという大金星を挙げた。その後も、ザフトによるオーブ侵攻（オペレーション・フューリー）やレクイエム攻防戦において、ザフトのMS隊と熾烈な戦いを繰り広げている。
小説版では、レクイエム攻防戦においてミネルバの艦尾スラスターを破壊し、行動不能に追い込んでいる。

### バルトフェルド専用ムラサメ
アンドリュー・バルトフェルド専用のムラサメ。機体はバルトフェルドのパーソナルカラーである赤みがかった黄色（オレンジ）系統に塗装されているほか、コーディネイターである彼の身体能力と技量に合わせて改修されている。
アニメ『機動戦士ガンダムSEED DESTINY』第23話ではバルトフェルドが搭乗したが、第40話ではレドニル・キサカが搭乗してアカツキに随行した。なお、本機は本編での登場に先駆け、第2期オープニングにMS形態で登場しているが、翼の形状が前進翼である設定や本編登場時と異なり、後退翼に描かれている。

### ムラサメ偵察型
戦闘用のムラサメに偵察型への改良を加えた機体。72式高エネルギービーム砲の代わりに早期警戒機のようなレドームを背負っており、元々の航空能力と相俟って長距離の偵察や索敵が可能である。武装などの細部仕様は戦闘用と変わらない。
この機体呼称は公式サイトによるものだが、書籍においては「偵察用ムラサメ」と記述する資料も見られる。

### ムラサメ飛行能力試験型
2025年にサービス開始されたスマートフォンアプリゲーム『SDガンダム GGENERATION ETERNAL』のストーリーのうち、テレビ本編である『SEED』と『DESTINY』の幕間を描いた『機動戦士ガンダムSEED Recollection』のアスラン編に登場。
ムラサメの制式化前に製造されたプロトタイプ。制式型との相違点として全体が白基調に塗装されているほか、主翼はデルタ形状で背部スタビレーターや高エネルギービーム砲をもたない。武装は、アカツキのものに似た72J1式試製双刀型ビームサーベルや、銃剣付きの72D5ビームライフル「ヒャクライ」、ほかのムラサメ系列にはないビームブーメラン「カザキリ」、翼部ミサイルポッドなど。メイア・シヴァ率いるザラ派の反乱軍が地球に輸送した核ミサイルの使用を止めるべく、カガリから機体を託されたアスランが搭乗する。

### ムラサメ改
C.E.75年を舞台とする映画『機動戦士ガンダムSEED FREEDOM』に登場。デザインは射尾卓弥。
オーブ軍や世界平和監視機構「コンパス」に配備された改修型。変形機構などの基本構造は従来型を踏襲しつつ、MA形態時の主翼が後退化するなどの変更が加えられている。「コンパス」に供出された機体のうち、ムウ・ラ・フラガ機のみは安全性を削って限界性能を高める調整が施されており、配備後も各種電子機器のプログラムやパーツの変更が頻繁に行われている。
武装は、頭部のM2M5DE 12.5mm自動近接防御火器、手持ちライフル型の73式高エネルギービーム砲「ホノイカズヅチ」、72式ビームサーベル「カヤナゴ」、テールスタビレーター基部の73式改攻盾ビーム砲「イワツツノヲ」、フロントスカート内蔵式の71式短距離誘導弾といった更新型に変更され、主翼パイロンへのオプション追加機能も継承されている。
オルドア地区の戦いにおいて、ファウンデーション王国軍親衛隊「ブラックナイツ」による「コンパス」の掃討が行われるなか、ムウ機は右腕を切断されながらも耐え凌いだ後、爆発寸前のアークエンジェル艦内から甲板まで脱出していたマリュー・ラミアスを救出し、戦場を離脱する。

## オオツキガタ
雑誌『月刊ホビージャパン』で連載された模型連動記事「機動戦士ガンダムSEED DESTINY MSV」の関連書籍『機動戦士ガンダムSEED DESTINYモデル VOL.2 DESTINY MSV編』にて登場した。デザインは大河原邦男が担当。呼称は当初「ムラサメ改」や「マサムネ」といった候補案が挙げられたが、設定を担当した森田繁のアイデアによって『南総里見八犬伝』に登場する刀「大月像」からとられている。
設定解説
M1Aアストレイの僚機として開発されたムラサメの派生機。M1Aと異なり、型番そのものが11から12に変更されている。
通常のムラサメやアストレイタイプのMSとの連携、及びロングレンジからの超長射程高機動砲撃戦を考慮した設計になっている。ムラサメに装備されていた大気圏内飛行用の主翼を両方とも取り外されているが、左側の主翼の代わりに、高性能の索敵・照準用センサーを、右側の主翼の代わりに、センサーに連動する長距離砲撃用のレールガンを装備している。また、ムラサメ同様にビームライフル、ビームサーベル、バルカン砲、ビームキャノンを装備。アウトレンジ戦法がメインの機体であり、MS形態は副次的なものとして位置付けられている。
オーブ国防宇宙軍のイズモ級宇宙戦艦スサノヲ、ツクヨミの2隻に多数が配備され、メサイア攻防戦に実戦投入された。識別のために機体は赤系統から青系統のカラーリングに変更されている。代表的なパイロットは、タキト・ハヤ・オシダリ。
M1Aアストレイと同じく、局地用制定カラーリングとして青を基調とする塗装が施されている。
機体名称はムラサメと同じく『南総里見八犬伝』に由来するもので、里見義成の佩刀「大月像」にちなむ。